# Hovanoceros
Hovanoceros is een geslacht van hooiwagens uit de familie Samoidae.
De wetenschappelijke naam Hovanoceros is voor het eerst geldig gepubliceerd door Lawrence in 1959. 

## Soorten
Hovanoceros is monotypisch en omvat slechts de volgende soort:
- Hovanoceros bison